# Barabbas

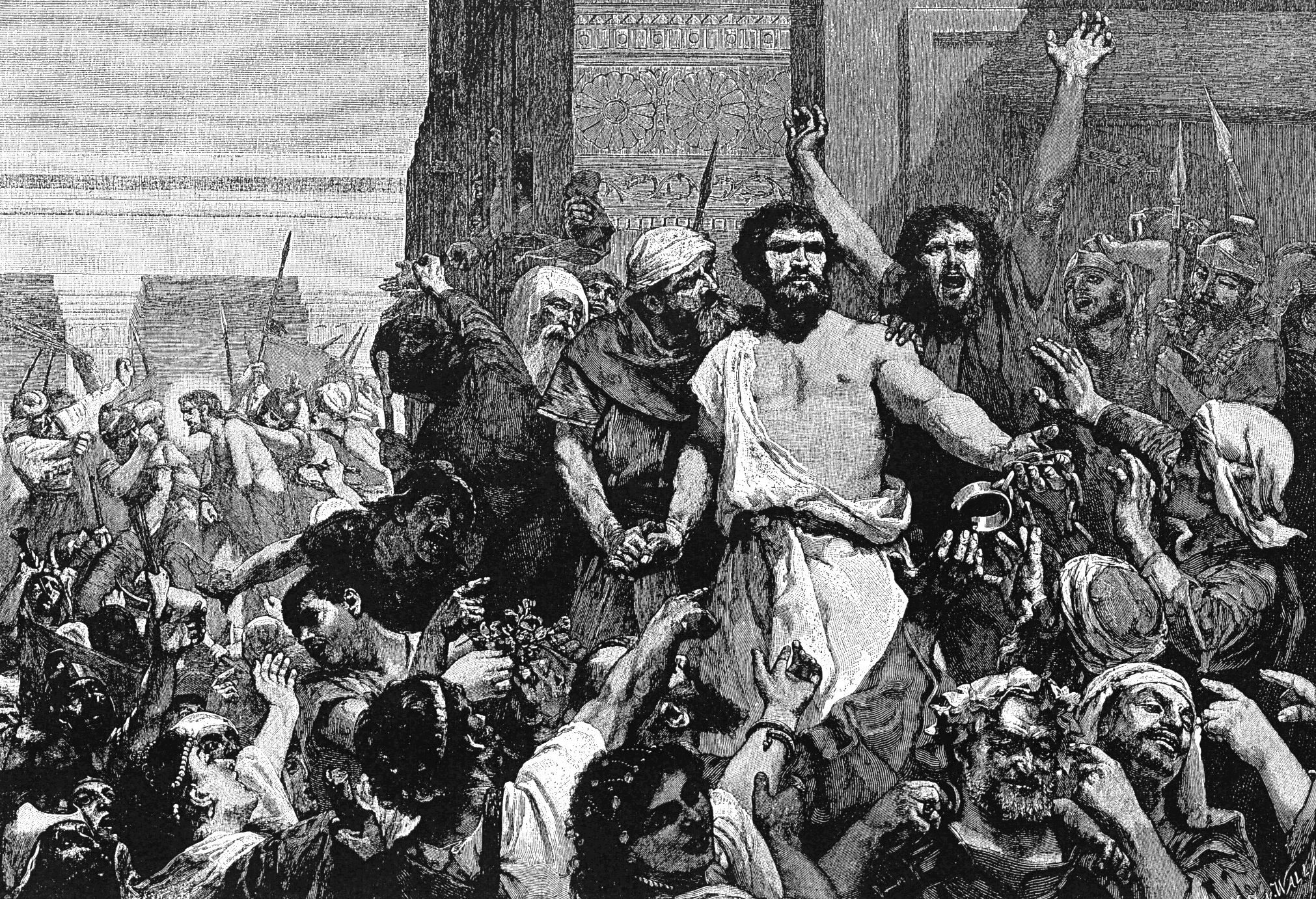
"Give us Barabbas!", uit The Bible and its Story Taught by One Thousand Picture Lessons, Amerikaanse schoolplaat uit 1910

Barabbas (Aramees: בר אבא, Bar-abbâ, "zoon van de vader") was volgens de evangeliën in het Nieuwe Testament een misdadiger die werd vrijgelaten in plaats van Jezus. In sommige handschriften van Matteüs 27:17 staat dat Barabbas de voornaam Jezus had, overigens een vaker voorkomende naam in die tijd.
Barabbas moet niet worden verward met Barnabas, een leider in het vroege christendom.

## Nieuwe Testament
Volgens Marcus was Barabbas een moordenaar, die samen met andere opstandelingen bij een oproer gedood had en hiervoor gevangen zat tijdens het proces tegen Jezus (Marcus 15:7). Volgens Matteüs was hij een beruchte gevangene (Matteüs 27:16). Johannes noemt hem gewoonweg "een misdadiger" (Johannes 18:40).
Volgens Matteüs had de prefect Pontius Pilatus de gewoonte met Pesach een gevangene vrij te laten en die door het volk te laten kiezen (Matteüs 27:15). Volgens Johannes was dit een gebruik van de Joden (Johannes 18:39). Daarom kreeg de verzamelde menigte van Pilatus de keuze om Barabbas òf Jezus vrij te laten. De menigte werd opgehitst door de hogepriesters en koos massaal voor de vrijlating van Barabbas, waarna Jezus werd gekruisigd (Matteüs 27:15-20).

## Historiciteit
Buiten de vier evangeliën is geen enkel verhaal bekend van een jaarlijkse vrijlating door de Romeinen van een crimineel op het Pesach-feest.
De meeste historici betwijfelen bovendien of een Romeinse bestuurder zoals Pontius Pilatus, ondersteund door een militaire overmacht, door een kleine menigte van ongewapende burgers dermate onder druk gezet zou kunnen worden om een gevangene vrij te laten die ter dood was veroordeeld voor deelname aan een opstand tegen het Romeinse Rijk. Een Romeinse prefect die daarvan werd beschuldigd, kon zélf ter dood worden veroordeeld. Historicus Max Dimont zegt: "Van iedere Romeinse bestuurder die een opstandeling tegen Rome zou vrijlaten in plaats van een verklaarde vriend van Rome, zoals Jezus wordt geportretteerd, zou het hoofd worden nagekeken, nadat het van het lichaam was gescheiden."
Het verhaal in de evangeliën over Jezus' ondervraging en het vrijlaten van Barabbas was waarschijnlijk een poging om verdere problemen met de Joden jegens de Romeinen te voorkomen. Philo (tijdgenoot van Pilatus) schreef over Pilatus' executies zonder proces. Pilatus werd uiteindelijk uit zijn ambt gezet vanwege grootschalige en slecht doordachte executies. Naar alle waarschijnlijkheid ontving Pilatus Kajafas' aanklacht, liet Jezus geselen en ondervroeg hem kort. Toen de antwoorden niet bevredigend waren, stuurde hij hem naar het kruis zonder er verder over te hoeven nadenken.
Omdat er meerdere tradities zijn waarin een Jezus Barabbas voorkomt, veronderstellen sommige historici dat hij geen fictief persoon is. Sommigen suggereren dat Barabbas een lid was van de sicarii, een militante Joodse vrijheidsbeweging die de Romeinse overheersers met geweld uit Judea probeerde te verdrijven.

## Andere interpretaties
Een theorie is dat het verhaal als een parabel geconstrueerd is door de evangelisten. Dit om de lezer bewust te maken van de vraag wie daadwerkelijk de "zoon van de Vader" is: de gewelddadige revolutionair of de vrede prekende Jezus. Een aantal van Jezus' volgelingen uit die tijd hadden verwacht dat Jezus een gewapende revolutie tegen de Romeinse bezetters zou ontketenen.
Een heel andere theorie, onder meer geopperd door Hyam Maccoby, veronderstelt dat Barabbas een aanspreekvorm van Jezus was. God werd in Joodse gebeden soms aangesproken als Abba (Ab, Vader). Bar-abbâ zou daarom staan voor "Zoon van God". Hyam Maccoby veronderstelt dat een Joodse menigte voor het paleis van Pilatus om de vrijlating van Jezus zou hebben geroepen. Antisemitische christenen zouden later het verhaal zo hebben herschreven dat de schuld voor de kruisiging van Jezus meer bij de joden en minder bij de Romeinen zou komen te liggen, door de joden te laten pleiten voor de vrijlating van een moordenaar.
Een laatste theorie (uit het boek Holy Blood - Holy Grail) stelt dat Jezus Barabbas in feite de zoon van Jezus Christus was. Deze theorie hangt samen met de in sommige kringen populaire theorie dat Jezus getrouwd was met Maria Magdalena en dat zij een kind hadden: Jezus Barabbas ofwel Jezus 'de zoon van de vader'. De tegenwoordige traditie dat Jezus Barabbas een misdadiger was, is volgens deze theorie het resultaat van een poging van de vroege christenen in Rome om de zoon van Christus uit de Bijbel te verwijderen door op sommige plaatsen de Bijbelse geschriften te veranderen en een nieuwe interpretatie te geven van de gebeurtenissen die in de Bijbel beschreven worden.
Deze theorieën steunen alle op de overeenkomst in de namen tussen Jezus Christus en Jezus Barabbas. Beiden zouden worden aangesproken als "de zoon van de vader" en beiden hadden dezelfde voornaam. Ook bestaat de theorie dat dit verhaal eigenlijk een metafoor is waar Jezus Bar Abbas staat voor de gelovige, en waarin Jezus Christus de straf van Bar Abbas op zich nam. 

## Receptie
- De Finse componist Aulis Sallinen schreef de Barabbas Dialogen.
- De Zweedse schrijver Pär Fabian Lagerkvist publiceerde in 1950 de roman Barabbas.
- Richard Fleischer maakte in 1962 een film gebaseerd op het boek van Lagerkvist. Anthony Quinn speelde de hoofdrol.
- Michel de Ghelderode schreef een toneelstuk (Barabbas), met het passieverhaal gezien vanuit het standpunt van Barabbas.